# سن بیاجیو پلاتانی
سن بیاجیو پلاتانی (به ایتالیایی: San Biagio Platani) یک کومونه در ایتالیا است که در استان آگریجنتو واقع شده‌است.

## خصوصیات
سن بیاجیو پلاتانی ۴۲٫۴ کیلومترمربع مساحت و ۳٬۶۸۹ نفر جمعیت دارد و ۴۱۶ متر بالاتر از سطح دریا واقع شده‌است.